# Воля-Кісельська
Воля-Кісельська (пол. Wola Kisielska) — село в Польщі, у гміні Сточек-Луковський Луківського повіту Люблінського воєводства.
Населення — 289 осіб (2011).

## Демографія
Демографічна структура станом на 31 березня 2011 року:
|          | Загалом | Допрацездатний вік | Працездатний вік | Постпрацездатний вік |
| -------- | ------- | ------------------ | ---------------- | -------------------- |
| Чоловіки | 152     | 30                 | 102              | 20                   |
| Жінки    | 137     | 32                 | 72               | 33                   |
| Разом    | 289     | 62                 | 174              | 53                   |